# Passira
Passira là một đô thị thuộc bang Pernambuco, Brasil. Đô thị này có diện tích 364,85 km², dân số năm 2007 là 29131 người, mật độ 79,84 người/km².